# Borja Golán
Borja Golán Santín (* 6. Januar 1983 in Santiago de Compostela) ist ein ehemaliger spanischer Squashspieler.

## Leben
Borja Golán heiratete am 22. Juni 2013 in Santa María de Sar seine langjährige Freundin Chelo Suárez. Das Paar hat zwei Töchter.

## Karriere
Borja Golán begann seine professionelle Karriere im Jahr 2002 und war bereits im Dezember 2003 unter den Top 50 der Weltrangliste platziert. Anfang 2007 durchbrach er die Top 20, ehe er im April 2009 mit Rang zehn seine vorerst beste Karriereplatzierung erreichte. Unmittelbar zuvor zog er sich jedoch im Finale eines PSA-Turniers in Bogotá gegen David Palmer eine schwere Verletzung am rechten Knie zu, weswegen er über neun Monate pausieren musste. Erst 2012 konnte er sich wieder in den Top 20 der Weltrangliste etablieren. Im Laufe seiner Karriere erreichte er viermal das Finale der Europameisterschaft. Zunächst unterlag aber 2006 und 2015 gegen Grégory Gaultier und 2012 gegen Olli Tuominen, ehe er 2016 gegen Grégory Gaultier seinen ersten Titel gewann. Ein weiterer Titelgewinn gelang ihm 2018, während er im Jahr darauf im Finale Raphael Kandra unterlag. Mit der spanischen Nationalmannschaft nahm er 1999, 2005, 2007, 2011, 2017 und 2019 an Weltmeisterschaften teil. Seine beste Platzierung bei einer Weltmeisterschaft war das Erreichen des Viertelfinals 2012 in Doha. Mit der Mannschaft nahm er über 20 Mal an den Europameisterschaften teil und wurde 2019 mit ihr Vizeeuropameister. Im November und Dezember 2013 rückte er in der Weltrangliste auf die Ränge acht und sieben vor, womit er eine neue Bestmarke erreichte. Bei den Hong Kong Squash Open 2013 zog er erstmals in das Finale eines Turniers der World Series ein. Im Februar und April 2014 erreichte Golán mit Rang sechs bzw. fünf der Weltrangliste eine neue Bestmarke. Auf der World Tour gewann er insgesamt 33 Turniere. Golán ist mit 17 Titeln, die er zwischen 2002 und 2022 gewann, Rekordsieger bei den spanischen Meisterschaften.
Nachdem er im November 2022 in Niort sein letztes Turnier auf der World Tour bestritten hatte – welches er gewann – gab er im Mai 2023 sein Karriereende bekannt.

## Erfolge
- Europameister: 2016, 2018
- Vizeeuropameister mit der Mannschaft: 2019
- Gewonnene PSA-Titel: 33
- Spanischer Meister: 17 Titel (2002–2009, 2011–2018, 2022)